# ذيانا
دهيانا dhyana كلمة سنسكريتية تعني التأمل، التفكُّر في التنفس. وهي أيضا اسم المذهب المَهاياني الذي يركز على التأمل، والمشهور عالميا باللفظ الياباني للكلمة (زن Zen). يعتبر أحيانا مذهبا رئيسيا رابعا للبوذية وينتشر اليوم في اليابان غالبا. يتميز باستعمال البديهية المباشرة لإدراك الاستنارة.